# Matka Boska Zwycięska
Matka Boska Zwycięska – obraz włoskiego malarza i rytownika Andrei Mantegni.

## Powstanie obrazu
Obraz został namalowany w 1495 roku na zamówienie generała armii Francesca II Gonzagi z przeznaczeniem do nowego kościoła pw. Madonna della Vittoria. Generał został bohaterem Włoch po zwycięskich walkach z armią francuską, a głównie po bitwie pod Fornovo w lipcu 1495 roku. W dowód wdzięczności Gonzaga zlecił budowę kościoła i wykonanie obrazu ołtarzowego. Wytyczne odnośnie do tematyki obrazu przedstawiono szczegółowo w zamówieniu, w zachowanym fragmencie listu negocjacyjnego od Mantegni do Gonzagi.
Powstanie obrazu zbiegło się również z innym wydarzeniem. W 1492 roku żydowski bankier z Mantui zamalował na murze swojego domu fresk Matki Boskiej z Dzieciątkiem. Pomimo nakazu biskupa Sigismondo Gonzagi odtworzenia malowidła i zgody kupca, wzburzony lud rozszarpał bankiera i zburzył jego dom. Według innych przekazów żydowski bankier nie stracił życia, lecz jedynie dom i musiał pokryć koszty zakupu obrazu, zaś w miejscu, w którym znajdował się jego dom, wybudowano świątynię. Wydarzenie to zostało zaakcentowane poprzez biblijną scenę Adama i Ewy w Raju, znajdującą się na postumencie tronu. Ma ona również symbolizować przyszłe odkupienie.

## Tematyka obrazu
Dzieło przedstawia Matkę Boską, siedzącą na tronie i trzymającą na kolanach stojącego Jezusa. Jej płaszcz ma osłaniać wszystkich wiernych. Krańce szaty trzymają dwaj święci. Po prawej stronie jest to św. Jerzy, przedstawiony w zbroi i trzymający w dłoni złamaną włócznię. Włócznia symbolizuje pokonanie smoka oraz nawiązuje do złamanej włóczni Francesco Gonzagi, którą złamał na polu bitwy pod Fornovo, i którą przesłał w darze dla Isabelli d'Este (1474–1539) – opiekunki sztuki, córki księcia Ferrary Ercolego d'Este i księżniczki Neapolu Eleonory Aragońskiej. 

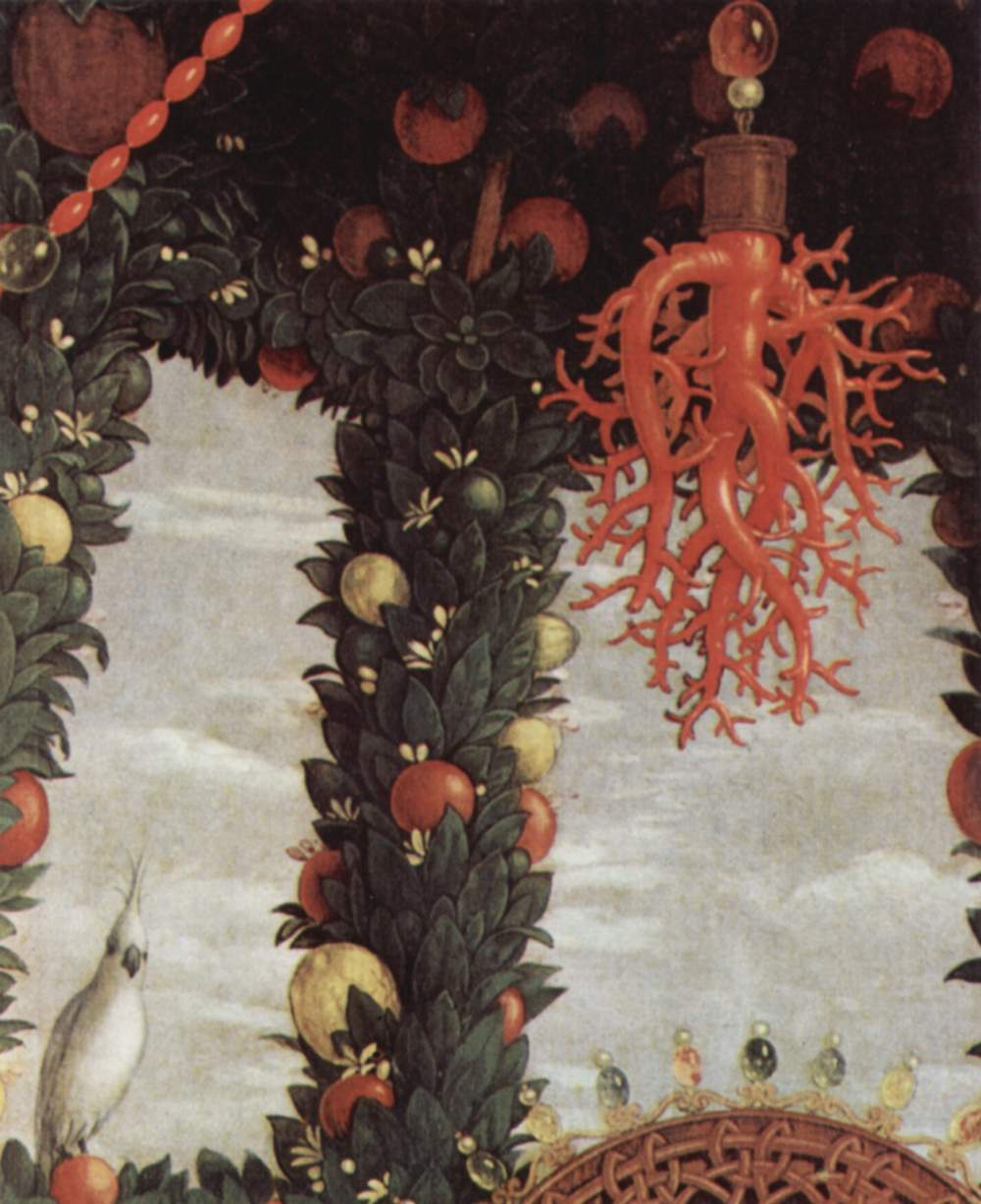
Czerwony koral – fragment obrazu

Po lewej stronie św. Jerzego, w czerwonym hełmie i z czerwoną włócznią, Mantegna przedstawił Longinusa, rzymskiego centuriona, który przebił bok umierającego Jezusa. Czerwień jego włóczni ma symbolizować krew Chrystusa, której krople, według legendy, Longinus zawiózł do Mantui. Włócznia jako relikwia została podarowana papieżowi Innocentemu VIII w 1491 roku.  
Pod płaszczem Marii, po prawej stronie, na marmurowym postumencie stoi mały Jan Chrzciciel, trzymający swój nieodłączny atrybut – krzyż. Na nim znajduje się proporzec z napisem ECCE / AGNUS / DEI / ECCE / Q (VI) Toll / IT P (ECaTT) M (VNDI) (Oto Baranek Boży, który gładzi grzechy świata). Obok klęczy jego matka – św. Elżbieta. 
Po lewej stronie, w czarnej zbroi klęczy sam zleceniodawca Francesco Gonzaga, margrabia Mantui. Spogląda dziękczynnym wzrokiem na Marię, która błogosławi go gestem prawej ręki. Stojący koło niego św. Michał, przytrzymuje koniec jej szaty, okrywając nim Gonzagę. Święty trzyma miecz, który w ikonografii stanowi jego atrybut. Za św. Michałem widać głowę św. Andrzeja z krzyżem, który symbolizował jego śmierć. Święty Andrzej był patronem Mantui.      
Nad głową Madonny znajduje się koło ozdobione motywem słońca, będące godłem rodu Gonzagów. Bezpośrednio nad postaciami, na środku wisi koral. W średniowieczu uważano go za talizman, pomagający rycerzowi w walce i w zwycięstwie. Kolor czerwony może nawiązywać do krwi Chrystusa, którego krople przechowywano w Mantui. Wszystkie postacie stoją pod pergolą, ozdobioną girlandami owoców i kwiatów, przypominającą raj.